# Astellas Pharma
Die Astellas Pharma GmbH ist ein deutsches, forschendes Arzneimittelunternehmen und eine 100%ige Tochter des japanischen Unternehmens Astellas, das mit Takeda Pharmaceutical und Daiichi Sankyo – mit ca. 8,5 Mrd. Euro Umsatz jährlich – eines der drei größten japanischen Pharmaunternehmen ist.

## Geschichte in Deutschland
Im Januar 2002 wurde die Klinge Pharma zu einer 100%igen Tochter von Fujisawa, es erfolgt die Umbenennung in Fujisawa Deutschland GmbH. Die Astellas Pharma GmbH entstand 2005 als deutsches Tochterunternehmen der Astellas Pharma Inc., Tokio aus den Unternehmen Yamanouchi Pharma GmbH und Fujisawa Deutschland GmbH. Ihr Sitz in Deutschland ist München; Hauptgeschäftsführer ist Nicolaas Jacobus Stander.
Im Jahr 2016 übernahm Astellas das Mainzer Biotech-Unternehmen Ganymed Pharmaceuticals zu einem Kaufpreis von 422 Millionen Euro, plus weiteren erfolgsabhängigen Meilensteinzahlungen von bis zu 860 Millionen Euro.

## Immunsuppression
Zu den wichtigsten Forschungsschwerpunkten der Astellas zählt die Immunsuppression, ein Vorgang, bei dem immunologische Prozesse unterdrückt werden. Unerwünschte Reaktionen des Immunsystems müssen z. B. nach Organtransplantationen gehemmt werden. Der Körper reagiert auf das neue, d. h. "fremde" Organ mit einer natürlichen Abstoßungsreaktion. Diese kann mithilfe der Immunsuppression unterbunden werden.

## Medikamente
- Advagraf (Tacrolimus (FK 506)), Indikationsbereich: Immunsuppression, gehört in der Transplantationsmedizin neben Ciclosporin zu den sogenannten Basis-Immunsuppressiva, die die Grundlage der immunsuppressiven Therapie nach Transplantationen bilden. Tacrolimus ist auch Kombinationspartner für andere Immunsuppressiva. Advagraf stellt die 1× tägliche Darreichungsform dar.
- Betmiga (Mirabegron) ist ein selektiver Beta-3-Adrenozeptoragonist zur Behandlung der Symptome der überaktiven Blase (OAB).
- Bronchoretard ist ein Bronchospasmolytikum mit dem Wirkstoff Theophyllin. Der Therapieschwerpunkt ist die Behandlung des Asthma bronchiale und der chronisch obstruktiven Bronchitis (COPD).
- Dificlir (Fidaxomicin) ist ein Antibiotikum zur Behandlung der Clostridium difficile-Infektion.
- Eligard (Leuprorelin) ist ein LHRH-Agonist zur Therapie des hormonabhängigen fortgeschrittenen Prostatakarzinoms.
- Formotop enthält den Wirkstoff Formoterol, ein lang wirksames β2-Sympathomimetikum, und wird bei Asthma bronchiale und COPD eingesetzt.
- Modigraf ist eine Tacrolimus-Formulierung speziell für Kinder. Als Granulat zur Zubereitung einer oralen Suspension steht es für die Immunsuppression bei Kindern nach Herz-, Leber- und Nierentransplantation zur Verfügung.
- Mycamine (Micafungin) ist ein Antimykotikum, das zur Gruppe der Echinocandine zählt und u. a. zur Behandlung und/oder Prophylaxe einer invasiven Candidose eingesetzt wird.
- Omnic Ocas (Tamsulosin), Indikationsbereich: Urologie, wird zur Behandlung der gutartigen Prostatavergrößerung (BPH) eingesetzt, um die Symptome einer Harnabflussstörung zu lindern. Zu diesen Symptomen gehören erschwertes sowie häufiges nächtliches Wasserlassen. Ist die Prostata bereits stark vergrößert, kann es sogar zur Harninkontinenz kommen.
- Prograf (Tacrolimus (FK 506)), Indikationsbereich: Immunsuppression, gehört in der Transplantationsmedizin neben Ciclosporin zu den sogenannten Basis-Immunsuppressiva, die die Grundlage der immunsuppressiven Therapie nach Transplantationen bilden.
- Protopic (Tacrolimus) ist ein topischer Immunmodulator (TIM) und wird als kortisonfreie Behandlungsalternative bei Neurodermitis verwendet.
- Qutenza (Capsaicin) wird angewendet als kutanes Pflaster zur Behandlung von peripheren neuropathischen Schmerzen bei Erwachsenen. Qutenza kann als Monotherapie oder in Kombination mit anderen Arzneimitteln gegen Schmerzen angewendet werden.
- Venostasin mit dem Wirkstoff Rosskastaniensamenextrakt wird eingesetzt bei Schwellungen, Spannungen und Schmerzen in den Beinen aufgrund von Wasseransammlungen im Gewebe (Ödeme) und/oder einer Venen-Schwäche.
- Vesikur (Solifenacinsuccinat) ist ein selektiver Muskarin Rezeptor-Antagonist zur Behandlung der Symptome der überaktiven Blase (OAB), der Dranginkontinenz und/oder der Pollakisurie und des imperativen Harndrangs.
- Vomex A wird zur Prophylaxe und symptomatischen Therapie von Übelkeit und Erbrechen unterschiedlicher Pathogenese, insbesondere von Kinetosen eingesetzt.
- Xtandi (Enzalutamid) ist ein Androgenrezeptor-Signalweginhibitor zur Behandlung des metastasierten kastrationsresistenten Prostatakarzinoms nach vorheriger Chemotherapie.

## Forschungspreise

### DTG Forschungspreis Immunsuppression
Das Unternehmen fördert alljährlich den DTG Forschungspreis Immunsuppression, der ursprünglich von der Fujisawa GmbH ins Leben gerufen wurde. Mit dem Preis werden theoretisch und klinisch tätige Wissenschaftler ausgezeichnet, deren wissenschaftliche Tätigkeit sich mit der Immunsuppression mit Tacrolimus beschäftigt. Er besteht aus einem mit 5.000 Euro dotierten Hauptpreis und zwei mit je 2.500 Euro dotierten Förderpreisen.

### Astellas Forschungspreis Dermatologie
Der Forschungspreis Dermatologie wird seit 2007 alle 2 Jahre verliehen und für wissenschaftliche Forschungsarbeiten auf dem Gebiet der entzündlichen Hauterkrankungen an in Deutschland arbeitende Wissenschaftler vergeben. Er besteht aus einem mit 5.000 Euro dotierten Hauptpreis und einem mit 2.500 Euro dotierten Förderpreis.

### Forschungspreis Prostatakarzinom
Astellas unterstützt jährlich den von der Deutschen Gesellschaft für Urologie (DGU) ausgeschriebenen „Forschungspreis Prostatakarzinom“. Der von Astellas Pharma gestiftete Preis ist mit 10.000 € dotiert und wird im Rahmen der Jahrestagung der DGU verliehen.